# Abelardo Fernández Antuña
Abelardo Fernández Antuña, conegut simplement com a Abelardo (Gijón, 19 d'abril de 1970) és un exfutbolista i entrenador de futbol asturià. Actualment és l'entrenador del FC Cartagena.
El seu malnom, «Pitu» Abelardo, és degut la seva afició a la sèrie de dibuixos animats «Els Barrufets» (Los Pitufos, en espanyol) durant la seva infantesa.

## Trajectòria esportiva

### Com a futbolista
Durant la seva formació en el futbol base, va jugar en el Club Esportiu La Braña (1985-86) i en el Club de Futbol Estudiantes de Somió (1986-88), fins que la temporada 1988-89 va passar a formar part de la plantilla del Sporting B. Va debutar en primera divisió amb l'Sporting el 3 de setembre de 1989 en el Bernabéu contra el Reial Madrid. Va estar en el club cinc temporades, fins que el 1994 va fitxar pel FC Barcelona. Durant aquesta etapa va conquistar la medalla d'or en els Jocs Olímpics de Barcelona 1992, tot marcant un gol en la final. Va debutar en la selecció espanyola de futbol amb Vicente Miera com a entrenador el 4 de setembre de 1991 en el partit Espanya - Paraguai celebrat a Oviedo, amb victòria espanyola per 2 a 1.
Després que el Barça el fitxés pagant els 275 milions de pessetes de la seva clàusula de rescissió Abelardo va esdevenir un dels seus baluards defensius i va ajudar a guanyar dues lligues, dues copes del Rei, una supercopa d'Espanya, la Recopa d'Europa i una supercopa d'Europa.
La temporada 2002-03 va fitxar per l'Alavés i va posar fi a la seva carrera esportiva. Més tard els tribunals li van reconèixer el dret a rebre una pensió de la Seguretat Social amb motiu d'una lesió mal guarida de genoll.

### Com a entrenador
Ha entrenat el Real Sporting de Gijón, equip amb el qual va ascendir a la primera divisió espanyola de futbol la temporada 2014-15. El gener de 2017 va dimitir del càrrec d'entrenador de l'Sporting. El desembre de 2017 va signar contracte com a entrenador del Deportivo Alavés, per intentar salvar del descens l'equip basc, en aquell moment cuer a Primera divisió, i que havia cessat uns dies abans Gianni De Biasi. En el seu primer partit, tres dies després, va dur l'equip a la victòria per 2-3 a fora contra el Girona FC després d'anar perdent per 2-0 quan mancaven només 20 minuts. La temporada 2018–19 l'equip va començar bé, i estava en zona Champions a la primera meitat de temporada. Acabà 11è a la lliga, i Abelardo va dimitir al final de temporada.
El 27 de desembre de 2019, Abelardo va signar contracte amb el RCD Espanyol, situat en aquell moment en darrera posició de La Liga.

## Internacional
Ha estat 54 vegades internacional amb la selecció espanyola.

### Mundials
| Mundial              | Seu          | Resultat     |
| -------------------- | ------------ | ------------ |
| Copa del Món de 1994 | Estats Units | 4ts de final |
| Copa del Món de 1998 | França       | Primera fase |

### Eurocopes
| Eurocopa                   | Seu                     | Resultat     |
| -------------------------- | ----------------------- | ------------ |
| Campionat d'Europa de 1996 | Anglaterra              | 4ts de final |
| Campionat d'Europa de 2000 | Bèlgica i Països Baixos | 4ts de final |

### Jocs Olímpics
| Jocs                  | Seu       | Resultats |
| --------------------- | --------- | --------- |
| Jocs Olímpics de 1992 | Barcelona | Or        |

## Palmarès

### Campionats espanyols
| Títol                     | Club         | Any  |
| ------------------------- | ------------ | ---- |
| Lliga espanyola de futbol | FC Barcelona | 1998 |
| Lliga espanyola de futbol | FC Barcelona | 1999 |
| Copa del Rei              | FC Barcelona | 1997 |
| Copa del Rei              | FC Barcelona | 1998 |
| Supercopa d'Espanya       | FC Barcelona | 1995 |
| Supercopa d'Espanya       | FC Barcelona | 1997 |

### Copes internacionals
| Títol              | Equip            | Any  |
| ------------------ | ---------------- | ---- |
| Recopa d'Europa    | FC Barcelona     | 1997 |
| Supercopa d'Europa | FC Barcelona     | 1998 |
| Or olímpic Bcn'92  | Selecció Espanya | 1992 |